# Marsaglia
Marsaglia (piemontiul: Marsaja) település Olaszországban, Piemont régióban, Cuneo megyében. Lakosainak száma 219 fő (2023. január 1.). Marsaglia Clavesana, Igliano, Murazzano, Castellino Tanaro és Rocca Cigliè községekkel határos.

## Népesség
A település lakossága az elmúlt években az alábbi módon változott:
| Lakosok száma | 239  | 228  | 219  |
|               | 2017 | 2018 | 2023 |